# 65 a.C.
Il 65 a.C. (LXV a.C. in numeri romani) è un anno  del I secolo a.C.

## Eventi
- Ascesa al trono del re indo-greco Ippostrato (data indicativa)
- Gaio Giulio Cesare viene eletto edile curule
- Lucio Sergio Catilina viene assolto dall'accusa di concussione in Africa, anche grazie all'aiuto del suo stesso accusatore Clodio; tuttavia a causa del processo Catilina non poté presentare la propria candidatura per il consolato dell'anno successivo. Si tratta del primo degli impedimenti che lo portarono alla sua famosa congiura.[1]
- Sconfitta finale di Mitridate VI Eupatore Re del Ponto nella Terza Guerra Mitridatica.

## Nati
- 8 dicembre - Quinto Orazio Flacco, poeta romano († 8 a.C.)
- Marco Tullio Cicerone, politico e militare romano († 27 a.C.)
- Salomè I († 10)